# M3 (天体)
M3 (NGC 5272) は、りょうけん座にある球状星団である。シャルル・メシエが彗星に似た天体をカタログにまとめる契機となった天体とされる。

## 概要
地球からの距離は約33900光年。500,000個の恒星を抱える大きな球状星団である。見かけの等級は約6.4等と肉眼で見える限界に近く、双眼鏡などで簡単に見ることができる。望遠鏡での観測では低倍率で注意深く観測すれば中心部が桃色に、その外側は緑色が見えるとする人がいるが、これは論議になっている。周辺の星は口径8cm程度の望遠鏡に高倍率をかけると見え始める。口径5cmの双眼鏡で見えたという人もいる。マラスは口径10cmの望遠鏡で見て「壮観。ひどく密集。中心は明るく2個の光点をみる。まるい光輪にとり囲まれ、外側は次第にうすれている。数個の外側の星が見え、中央のザラザラした感じは大口径で見える星であろう」とした。径15cmで全体の2/3が星に分けられ、口径20cmで中心に光った核が見え始める。さらに、口径25cmで中心部以外のほとんどの星が分離できる。口径40cm程度で中心部まで分離できる。
変光星が多い星団で現在200個以上の変光星が発見されており、その多くがこと座RR型変光星である。約140km/sの速さで地球に近づいている。

## 観測史
1764年5月3日にシャルル・メシエによって発見された。メシエはM3を皮切りに、この1764年の終わりまでにM40までをリストアップしている。メシエは口径12cmの望遠鏡で観察し「星がない星雲で中心部がよく輝く。周辺は次第に薄れ、まるい」と記録している。ウィリアム・ハーシェルは「径5'～6'のきれいな星団」とした。ジョン・ハーシェルは「11～12等級の星が直線上に連なり。不規則な突起を見る」とした。ウィリアム・ヘンリー・スミスは「よく輝く。1000個を下らぬ星塊。中心部ほどすばらしい輝き。星が非常に密集して外にまばらに伸びている東南部を除いてあらゆる方向に枝を出していて、正しく"くらげ"のようだ」とした。ロス卿は「中心からあらゆる方向に突起がでて、中心部には暗い穴が数個ある」とした。